# Tennis de table aux Jeux méditerranéens de 2022
Navigation
Tarragone 2018
Les épreuves de tennis de table des Jeux méditerranéens de 2022 ont lieu à Oran, en Algérie, du 26 au 30 juin 2022.
Quatre épreuves sont disputées : le simple messieurs, l'épreuve par équipes messieurs, le simple dames et l'épreuve par équipes dames.

## Podiums
| Épreuves    | Or                                            | Argent                                                  | Bronze                                                    |
| ----------- | --------------------------------------------- | ------------------------------------------------------- | --------------------------------------------------------- |
| Hommes      |                                               |                                                         |                                                           |
| Simple      | Álvaro Robles (ESP)                           | Omar Assar (EGY)                                        | João Geraldo (POR)                                        |
| Par équipes | Slovénie Peter Hribar Darko Jorgić Deni Kožul | Portugal Diogo Chen João Geraldo João Monteiro          | Grèce Konstantinos Konstantinopoulos Ioánnis Sgourópoulos |
| Femmes      |                                               |                                                         |                                                           |
| Simple      | Xiaoxin Yang (MON)                            | Shao Jieni (POR)                                        | María Xiao (ESP)                                          |
| Par équipes | Égypte Mariam Alhodaby Dina Meshref Hana Goda | Italie Nicole Arlia Giorgia Piccolin Nikoleta Stefanova | Portugal Inês Matos Matilde Pinto Shao Jieni              |